# Barford St. Michael
Barford St. Michael – wieś w Anglii, w hrabstwie Oxfordshire, w dystrykcie Cherwell. Leży 28 km na północ od Oksfordu i 102 km na północny zachód od Londynu.